# Dumitru Brăneanu
Dumitru Brăneanu (n. 26 octombrie 1953) este un fost deputat român în legislatura 1990-1992  ales în județul Bacău pe listele partidului FSN. În legislatura 1992-1996, Dumitru Brăneanu a fost ales pe listele PDSR. Dumitru Brăneanu est agronom de profesie și autorul unui număr de cărți de versuri și proză.